# British Airways Ltd

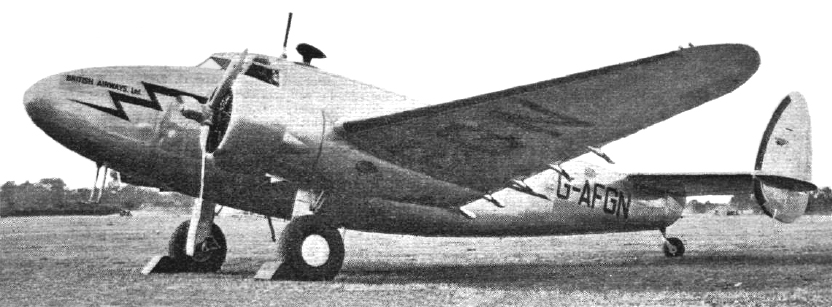
Lockheed 14 van British Airways Ltd

British Airways Ltd. (niet te verwarren met de latere British Airways) was een Britse luchtvaartmaatschappij die op 1 oktober 1935 ontstond door de fusie van Hillman's Airways, United Airways en Spartan Airlines. De nieuwe maatschappij kreeg een subsidie van de regering voor passagier- en postvervoer tussen Londen en Scandinavië, waarmee op 17 februari 1936 werd begonnen. Op 1 augustus 1936 nam ze British Continental Airways over.
De maatschappij, met als thuisbasis Heston Airport, had in het voorjaar van 1939 een vloot bestaande uit 7 Lockheed 14, 6 Lockheed 10A, 3 Junkers Ju 52 en 1 Fokker F.XII. Een nieuw type, de Fairey FC1, was in ontwikkeling op basis van de behoeften van de maatschappij, maar dit zou niet afgewerkt worden vanwege de Tweede Wereldoorlog. Het routenetwerk omvatte de lijnen Londen-Berlijn-Warschau; Londen-Frankfurt-Budapest; Londen-Brussel; Londen-Hamburg-Kopenhagen-Stockholm; Londen-Parijs (in samenwerking met Imperial Airways) en Londen-Keulen-Hannover-Berlijn (nachtpost). Routes naar Brits West-Afrika en Zuid-Amerika werden onderzocht evenals een verbinding Londen-Lissabon.
In 1938 vloog de Britse premier Neville Chamberlain met de moderne, snelle Lockheed-toestellen van British Airways Ltd. naar Duitsland voor de ontmoetingen met Adolf Hitler die leidden tot het Verdrag van München.
Bij het begin van de Tweede Wereldoorlog werden de vliegtuigen van de Britse civiele luchtvaartmaatschappijen, waaronder die van British Airways en Imperial Airways, opgevorderd door de regering en ondergebracht in de National Air Communications, een organisatie die van het luchtvaartministerie afhing. De beide maatschappijen werden bij wet van 24 november 1939 officieel samengevoegd tot de nieuwe British Overseas Airways Corporation (BOAC). Over de fusie van beide maatschappijen was echter al in november 1938 een akkoord bereikt.